# Euginoma cavalieri
Euginoma cavalieri är en mossdjursart som beskrevs av Lagaaij 1963. Euginoma cavalieri ingår i släktet Euginoma och familjen Cellariidae.
Artens utbredningsområde är Mexikanska golfen. Utöver nominatformen finns också underarten E. c. dorsalis.